# قرة غرانت
قرة غرانت هي متسابقة خماسي حديث كندية، ولدت في 9 يناير 1979 في تشارلوت تاون في كندا.

## وصلات خارجية
- الموقع الرسمي
- قرة غرانت على موقع الاتحاد الدولي للخماسي الحديث (الإنجليزية)
- قرة غرانت على موقع اللجنة الأولمبية الدولية (الإنجليزية)
- قرة غرانت على موقع أوليمبيديا (الإنجليزية)
- قرة غرانت على موقع اللجنة الأولمبية الكندية (الإنجليزية)